# IC 1017
IC 1017 ist eine linsenförmige Galaxie vom Hubble-Typ S0 im Sternbild Bärenhüter am Nordsternhimmel. Sie ist schätzungsweise 198 Millionen Lichtjahre von der Milchstraße entfernt.
Das Objekt wurde am 16. Juni 1892 vom französischen Astronomen Stéphane Javelle entdeckt.